# 环球航空航点
本表列出環球航空停业前的航点。该航司已于2001年被美國航空收购。本表不收录环航快运航空和环航连接航空（以美鹰航空名义）运营的航点。

## 列表

### 非洲
- 埃及
  - 开罗 - 開羅國際機場

### 美洲

#### 加勒比海地区
- 安地卡及巴布達
  - 圣约翰 - 維爾伯德國際機場
- 阿鲁巴
  - 奥拉涅斯塔德 - 貝婭特麗克絲女王國際機場
- 巴哈马
  - 弗里波特 - 大巴哈马国际机场（英语：Grand Bahama International Airport）
  - 拿骚 - 林丁平德林国际机场
- - 普拉塔港 - 格雷戈里奥·卢佩隆国际机场（英语：Gregorio Luperón International Airport）
  - 蓬塔卡納 - 蓬塔卡纳国际机场（英语：Punta Cana International Airport）
  - 聖多明哥 - 亞美利加國際機場
- 牙买加
  - 蒙特哥貝 - 桑斯特国际机场（英语：Sangster International Airport）
- （今荷屬聖馬丁）
  - 菲利普斯堡 - 朱麗安娜公主國際機場 季节性
- 波多黎各
  - 圣胡安 (波多黎各) - 路易斯·穆尼奥斯·马林国际机场 枢纽
- 千里達及托巴哥
  - 西班牙港 - 皮阿尔科国际机场
- - 普羅維登西亞萊斯島 - 普羅維登西亞萊斯國際機場
  - 圣卢西亚-赫万诺拉

#### 北美洲
- 加拿大
  - 多伦多 - 多倫多皮爾遜國際機場
  - 溫哥華 - 溫哥華國際機場
- 墨西哥
  - 坎昆 - 坎昆國際機場
- 美国
  - 阿拉斯加州
    - 安克拉治 - 泰德·史蒂文斯安克雷奇國際機場

  - 亞利桑那州
    - 鳳凰城 - 鳳凰城天港國際機場

  - 阿肯色州
    - 小岩城 - 小岩城国家机场（英语：Little Rock National Airport）

  - 加利福尼亚州
    - 洛杉矶 - 洛杉磯國際機場 枢纽
    - 安大略 - 安大略国际机场
    - 沙加緬度 - 沙加緬度國際機場
    - 聖地牙哥 - 聖地牙哥國際機場
    - 旧金山 - 舊金山國際機場
    - 聖荷西 - 諾曼·峰田聖荷西國際機場
    - 圣安娜/橙縣 - 約翰韋恩機場

  - 科羅拉多州
    - 科罗拉多斯普林斯 - 科羅拉多泉機場
    - 丹佛 - 丹佛國際機場
    - 海登/斯廷博特斯普林斯 - 延帕谷机场（英语：Yampa Valley Airport） 季节性

  - 康乃狄克州
    - 哈特福 - 布拉德利國際機場

  - 佛罗里达州
    - 劳德代尔堡 - 劳德代尔堡-好莱坞国际机场
    - 麥爾茲堡 - 西南佛罗里达地区机场（英语：Southwest Florida Regional Airport）
    - 杰克逊维尔 - 杰克逊维尔国际机场
    - 迈阿密 - 邁亞密國際機場
    - 奥兰多 - 奥兰多国际机场
    - 坦帕 - 坦帕國際機場

  - 喬治亞州
    - 亚特兰大 - 哈茨菲尔德-杰克逊亚特兰大国际机场

  - 夏威夷州
    - 檀香山 - 丹尼爾·K·井上國際機場
    - 科納（英语：Kona District, Hawaii） - 科納國際機場
    - 茂宜島 - 卡互陸伊機場

  - 伊利诺伊州
    - 芝加哥 - 奥黑尔国际机场[3]
    - 莫林 - 四城国际机场（英语：Quad City International Airport）

  - 印第安纳州
    - 印第安納波利斯 - 印第安纳波利斯国际机场

  - 艾奥瓦州
    - 錫達拉皮茲 - 爱荷华州东部机场（英语：The Eastern Iowa Airport）
    - 德梅因 - 德梅因国际机场

  - 堪薩斯州
    - 威奇托 - 威奇托中洲机场（英语：Wichita Dwight D. Eisenhower National Airport）

  - 肯塔基州
    - 路易維爾 - 路易维尔国际机场

  - 路易斯安那州
    - 新奥尔良 - 新奥尔良路易斯阿姆斯特朗国际机场

  - 缅因州
    - 波特蘭 - 波特兰国际喷气机机场

  - 马里兰州
    - 巴爾的摩 - 巴尔的摩/华盛顿瑟古德·马歇尔国际机场

  - 麻薩諸塞州
    - 波士顿 - 爱德华·劳伦斯·洛根将军国际机场

  - 密西根州
    - 底特律 - 底特律都会韦恩县机场

  - 明尼蘇達州
    - 明尼阿波利斯/圣保罗 - 明尼阿波利斯-圣保罗国际机场

  - 密蘇里州
    - 堪薩斯城 - 堪萨斯城国际机场
    - 斯普林菲尔德/布兰森 - 斯普林菲尔德-布兰森国家机场（英语：Springfield–Branson National Airport）
    - 圣路易斯 - 兰伯特-圣路易斯国际机场 枢纽

  - 內布拉斯加州
    - 林肯 - 林肯机场（英语：Lincoln Airport (Nebraska)）
    - 奥马哈 - 埃普利机场（英语：Eppley Airfield）

  - 内华达州
    - 拉斯维加斯（英语：Las Vegas Valley） - 哈里·瑞德国际机场

  - 新墨西哥州
    - 阿布奎基 - 阿爾伯克基國際機場

  - 新泽西州
    - 纽瓦克 - 紐華克自由國際機場

  - 纽约州
    - 纽约
      - 約翰·甘迺迪國際機場 枢纽
      - 拉瓜地亞機場

  - 北卡罗来纳州
    - 夏洛特 - 夏洛特道格拉斯國際機場
    - 罗利/德罕 - 羅利達拉姆國際機場

  - 俄亥俄州
    - 克利夫兰 - 克里夫蘭霍普金斯國際機場
    - 哥伦布 - 约翰·格伦哥伦布国际机场
    - 代顿 - 代顿国际机场（英语：Dayton International Airport）

  - 奧克拉荷馬州
    - 奧克拉荷馬市 - 威尔·罗杰斯世界机场
    - 塔爾薩 - 塔尔萨国际机场

  - 俄勒冈州
    - 波特蘭 - 波特兰国际机场

  - 宾夕法尼亚州
    - 費城 - 費城國際機場
    - 匹兹堡 - 匹兹堡国际机场

  - 南达科他州
    - 苏瀑 - 蘇瀑區域機場

  - 田纳西州
    - 纳什维尔 - 纳什维尔国际机场

  - 德克萨斯州
    - 奧斯汀 - 奥斯汀-伯格斯特国际机场
    - 達拉斯/沃斯堡 - 达拉斯/沃思堡国际机场
    - 艾爾帕索/華雷斯城/拉斯克鲁塞斯 - 埃尔帕索国际机场（英语：El Paso International Airport）
    - 休斯敦 - 喬治·布什洲際機場
    - 麦卡伦 - 麦卡伦国际机场
    - 圣安东尼奥 (得克萨斯州) - 聖安東尼奧國際機場

  - 犹他州
    - 盐湖城 - 盐湖城国际机场

  - 弗吉尼亚州
    - 諾福克/維珍尼亞海灘/威廉斯堡 - 諾福克國際機場
    - 里士满 - 里士满国际机场

  - 华盛顿哥伦比亚特区
    - 华盛顿杜勒斯国际机场
    - 罗纳德·里根华盛顿国家机场

  - 华盛顿州
    - 西雅圖 - 西雅圖-塔科馬國際機場

  - 威斯康辛州
    - 密尔沃基 - 米切尔将军国际机场（英语：General Mitchell International Airport）

### 亚洲

#### 东北亚
- 中國
  - 上海市 - 上海虹桥国际机场
- 香港
  - 香港 - 啟德機場
- 日本
  - 東京都
    - 東京國際機場
    - 成田国际机场

  - 沖繩縣 - 那霸機場
- 臺灣
  - 臺北市 - 臺北松山機場

#### 东南亚
- 菲律賓
  - 马尼拉 - 尼诺伊·阿基诺国际机场
- 泰國
  - 曼谷 - 廊曼國際機場

#### 南亚
- 印度
  - 孟买 - 贾特拉帕蒂·希瓦吉·马哈拉杰国际机场
- 斯里蘭卡
  - 可倫坡 - 班达拉奈克国际机场

#### 西亚
- 以色列
  - 特拉维夫 - 本-古里安国际机场
- 科威特
  - 科威特城 - 科威特國際機場

### 欧洲

#### 中欧
- 奥地利
  - 維也納 - 維也納國際機場
- 瑞士
  - 日内瓦 - 日内瓦机场
  - 苏黎世 - 蘇黎世機場

#### 北欧
- 丹麦
  - 哥本哈根 - 哥本哈根凯斯楚普机场
- 芬兰
  - 赫尔辛基 - 赫尔辛基-万塔机场
- 挪威
  - 奥斯陆 - 奥斯陆福内布机场（英语：Oslo Airport, Fornebu）
- 瑞典
  - 斯德哥尔摩 - 斯德哥爾摩阿蘭達機場

#### 南欧
- 希腊
  - 雅典 - 埃利尼康国际机场（英语：Ellinikon International Airport）
- 義大利
  - 米蘭 - 米蘭-馬爾彭薩機場
  - 罗马 - 羅馬-菲烏米奇諾機場
- 葡萄牙
  - 里斯本 - 里斯本機場
  - 聖瑪麗亞島 - 圣玛丽亚机场（英语：Santa Maria Airport (Azores)）
  - 特塞拉島 - 拉日什機場
- 西班牙
  - 巴塞罗那 - 何塞普·塔拉德利亚斯巴塞罗那-埃尔普拉特机场
  - 马德里 - 阿道弗·苏亚雷斯马德里-巴拉哈斯机场
  - 马拉加 - 馬拉加-太陽海岸機場
- 土耳其
  - 伊斯坦堡 - 伊斯坦堡阿塔圖克機場

#### 西欧
- 比利时
  - 布鲁塞尔首都大区 - 布鲁塞尔机场
- 法國
  - 尼斯 - 尼斯蓝色海岸机场
  - 巴黎 - 巴黎夏尔·戴高乐机场
- 德国
  - 柏林
    - 柏林-舍訥費爾德機場
    - 柏林-泰格尔奥托·利林塔尔机场
    - 柏林-滕珀尔霍夫机场

  - 美因河畔法兰克福 - 法兰克福机场
  - 汉堡 - 汉堡机场
  - 慕尼黑 - 慕尼黑-里姆机场
  - 斯图加特 - 斯图加特机场
- 愛爾蘭
  - 都柏林 - 都柏林机场
  - 香农（英语：Shannon, County Clare） - 香農機場
- 荷蘭
  - 阿姆斯特丹 - 阿姆斯特丹史基浦機場
- 英国
  - 伦敦
    - 蓋特威克機場
    - 希思羅機場

## 航司停业前已停飞航点

### 非洲

#### 东非
- - 奈洛比 - 乔莫·肯雅塔国际机场[4]
- 坦桑尼亚
  - 达累斯萨拉姆 - 朱利叶斯·尼雷尔国际机场[5]
- 乌干达
  - 恩德培 - 恩德培国际机场[5]

#### 北非
- 阿尔及利亚
  - 阿爾及爾 - 阿尔及尔胡阿里·布迈丁机场[5]
- 利比亞
  - 的黎波里 - 的黎波里国际机场[5]
- 摩洛哥
  - 卡萨布兰卡 - 穆罕默德五世国际机场[6]
- 突尼西亞
  - 突尼斯 (城市) - 突尼斯-迦太基国际机场[5]

### 美洲

#### 加勒比海地区
- 百慕大
  - 聖大衛島 - L·F·韋德國際機場
- 波多黎各
  - 阿瓜迪亚 - 拉斐尔·埃尔南德斯机场（英语：Rafael Hernández Airport）[7]

#### 北美
- 加拿大
  - 多伦多 - 比利·畢曉普多倫多市機場（转隶环航快运）[2][8][9]
- 墨西哥
  - 科苏梅尔岛 - 科苏梅尔国际机场（英语：Cozumel International Airport） 季节性
  - 伊斯塔帕 - 伊斯塔帕-锡瓦塔内霍国际机场（英语：Ixtapa-Zihuatanejo International Airport） 季节性
  - 墨西哥城 - 墨西哥城国际机场
  - 巴亚尔塔港 - 利森西亚多·古斯塔沃·迪亚斯·奥尔达斯国际机场（英语：Licenciado Gustavo Díaz Ordaz International Airport） 季节性[10]
- 美国
  - 亞利桑那州
    - 大峽谷 - 大峡谷机场（英语：Grand Canyon National Park Airport）[11]
    - 金曼 - 金曼机场（英语：Kingman Airport (Arizona)）（机场关闭）[12]
    - 普雷斯科特 - 欧内斯特·A·爱飞行场（英语：Ernest A. Love Field）[11]
    - 图森 - 图森国际机场（英语：Tucson International Airport）[13]
    - 温斯洛 - 温斯洛-林德伯格地区机场（英语：Winslow–Lindbergh Regional Airport）[11]

  - 加利福尼亚州
    - 伯班克 - 好萊塢伯班克機場[11][14]
    - 弗雷斯诺 - 弗雷斯诺约塞米蒂国际机场[15]
    - 長灘 - 长滩机场[14]
    - 洛杉矶 - 大中央机场（英语：Grand Central Airport (California)）（1959年关闭）[16][17]
    - 奥克兰 - 奥克兰国际机场[18]
    - 棕櫚泉 - 棕櫚泉國際機場[13][19]
    - 旧金山 - 旧金山湾机场（1941年关闭）[20][21]

  - 科羅拉多州
    - 丹佛 - 斯台普尔顿国际机场（英语：Stapleton International Airport）（1995年关闭）
    - 普韋布洛 (科羅拉多州) - 普韦布洛纪念机场（英语：Pueblo Memorial Airport）[22]

  - 特拉华州
    - 威尔明顿 - 威尔明顿机场（英语：Wilmington Airport (Delaware)）[11]

  - 佛罗里达州
    - 萨拉索塔 - 萨拉索塔-布雷登顿国际机场（英语：Sarasota–Bradenton International Airport）
    - 西棕榈滩 - 棕榈滩国际机场[23]

  - 伊利诺伊州
    - 尚佩恩 - 伊利诺伊大学威拉德机场[24]
    - 芝加哥 - 中途国际机场[25]
    - 皮奥里亚 - 韦恩·唐宁·皮奥里亚将军国际机场（英语：General Wayne A. Downing Peoria International Airport）（转隶环航快运）[2][9][11]
    - 昆西 - 昆西地区机场（英语：Quincy Regional Airport）[11]
    - 罗克福德 - 芝加哥罗克福德国际机场（英语：Chicago Rockford International Airport）[26]

  - 印第安纳州
    - 韋恩堡 - 韦恩堡国际机场（英语：Fort Wayne International Airport）[11]
    - 里士满 - 里士满市立机场（英语：Richmond Municipal Airport）[11]
    - 南本德 - 南本德国际机场（英语：South Bend International Airport）[11]
    - 特雷霍特 - 特雷霍特国际机场（英语：Terre Haute Regional Airport）[11]

  - 艾奥瓦州
    - 苏城 - 苏城盖特威机场（英语：Sioux Gateway Airport）（转隶环航快运）[2][9]
    - 滑鐵盧 (愛阿華州) - 滑铁卢地区机场（英语：Waterloo Regional Airport）（转隶环航快运）[2][9]

  - 堪薩斯州
    - 托皮卡 - 托皮卡地区机场（英语：Topeka Regional Airport）[11]

  - 肯塔基州
    - 辛辛那提 - 辛辛那堤/北肯塔基國際機場（转隶环航快运）[2][9][8]
    - 列克星敦 - 藍草機場[27]

  - 路易斯安那州
    - 什里夫波特 - 什里夫波特地区机场（英语：Shreveport Regional Airport）（转隶环航快运）[23][2][9]

  - 缅因州
    - 波特兰 - 波特兰国际喷气机机场[28]

  - 麻薩諸塞州
    - 伍斯特 - 伍斯特地区机场（英语：Worcester Regional Airport）[15]

  - 明尼蘇達州
    - 罗彻斯特 - 罗彻斯特国际机场（英语：Rochester International Airport）（转隶环航快运）[2][9]

  - 密西西比州
    - 杰克逊 - 杰克逊-埃弗斯国际机场（英语：Jackson-Evers International Airport）[29]

  - 内华达州
    - 博尔德城 - 博尔德城机场（英语：Boulder City Airport）[11]
    - 雷诺 - 雷诺-太浩国际机场[30]

  - 新泽西州
    - 康登縣 - 康登中央机场（英语：Camden Central Airport）（1957年停航）[31]

  - 新墨西哥州
    - 圣菲 - 圣菲市立机场（英语：Santa Fe Municipal Airport）[15]

  - 纽约州
    - 奥尔巴尼 - 奥尔巴尼国际机场（英语：Albany International Airport）[11]
    - 賓漢頓 - 大宾汉顿机场（英语：Greater Binghamton Airport）[32]
    - 水牛城 - 布法罗-兰开斯特地区机场（英语：Buffalo-Lancaster Regional Airport）[33]
    - 锡拉丘兹 - 雪城汉考克国际机场（环航于2001年结业后由环航连接航空接手）[34]

  - 北卡罗来纳州
    - 格林斯伯勒 - 皮埃蒙特三角國際機場[13]

  - 俄亥俄州
    - 曼斯菲尔德 - 曼斯菲尔德拉姆地区机场（英语：Mansfield Lahm Regional Airport）[11]
    - 马里昂 - 马里昂市立机场（英语：Marion Municipal Airport (Ohio)）[35][15]
    - 斯普林菲尔德 - 斯普林菲尔德-贝克利市立机场（英语：Springfield-Beckley Municipal Airport）[11]
    - 托莱多 - 托莱多快运机场（英语：Toledo Express Airport）[11]
    - 曾斯維爾 - 曾斯維爾市立機場（英语：Zanesville Municipal Airport）[11]

  - 宾夕法尼亚州
    - 阿伦敦 - 利哈伊谷国际机场（英语：Lehigh Valley International Airport）[11]
    - 哈里斯堡 - 哈里斯堡国际机场（英语：Harrisburg International Airport）[13][28]
    - 约翰斯敦 - 约翰斯敦-坎布里亚县机场（英语：Johnstown–Cambria County Airport）[36]
    - 兰开斯特 - 兰开斯特机场（英语：Lancaster Airport (Pennsylvania)）[15]
    - 雷丁 - 雷丁地区机场（英语：Reading Regional Airport）[11]
    - 威尔克斯-巴里 - 威尔克斯-巴里/斯克兰顿国际机场（英语：Wilkes-Barre/Scranton International Airport）[15]
    - 威廉斯波特 - 威廉斯波特地区机场（英语：Williamsport Regional Airport）[11]

  - 羅德島州
    - 普罗维登斯 - 普罗维登斯机场（英语：Providence Airport）[37]

  - 田纳西州
    - 諾克斯維爾 - 麦吉泰森机场（英语：McGhee Tyson Airport）[9]
    - 孟菲斯 - 孟菲斯國際機場（转隶环航快运）[2][38]

  - 德克萨斯州
    - 阿馬里洛 - 里克·休斯班德阿马里洛国际机场（英语：Rick Husband Amarillo International Airport）[39]
    - 艾爾帕索 - 艾爾帕索國際機場（英语：El Paso International Airport）[40]
    - 休斯敦 - 威廉·佩特斯·霍比机场（1998年10月25日停飞）[41]

  - 西維吉尼亞州
    - 惠灵 - 惠灵俄亥俄县机场（英语：Wheeling Ohio County Airport）[11]

  - 威斯康辛州
    - 麦迪逊（英语：Madison (town), Wisconsin） - 戴恩县地区机场（英语：Dane County Regional Airport）（转隶环航快运）[2][9]

### 亚洲

#### 东南亚
- 印度尼西亞
  - 丹帕沙 - 伍拉·賴國際機場

#### 西亚
- 巴林
  - 麦纳麦 - 巴林国际机场[13][42][43][44][45]
- 伊拉克
  - 巴士拉 - 巴士拉国际机场[46]
- 沙烏地阿拉伯
  - 宰赫兰 - 宰赫兰国际机场（英语：King Abdulaziz Air Base）[5][46]
  - 利雅德 - 哈立德国王国际机场

### 大洋洲
- 關島
  - 阿加尼亚 - 安東尼奧·汪帕特國際機場[42]